# Упражнения по стил
„Упражнения по стил“ (оригинално заглавие на френски: Exercices de style) е книга от френския писател Реймон Кьоно. Една и съща история е разказана по 99 начина. Книгата е написана през 1947 г. Преведена е на български от Елена Томалевска и Васил Сотиров. Преводът на италиански е дело на Умберто Еко.

## Сюжет
Историята, разказана 99 пъти по различни начини, е доста тривиална. Пътувайки в автобус, разказвачът вижда младеж с дълъг врат и шапка с шнур вместо с панделка. Младежът обвинява пътника до себе си, че го е блъскал; после побързва да седне на освободило се място. Два часа по-късно разказвачът вижда същия младеж с приятел, който го съветва да сложи ново копче на палтото си.

## Вариантите
„Анотация“, „Удвоено“, „Литота“, „Метафорично“, „Отзад напред“, „Удивено“, „Сънувано“, „Пророческо“, „Разбъркан словоред“, „С цветовете на дъгата“, „Словесно упражнение“, „Колебливо“, „Точни данни“, „Разказ“, „Сложнодумно“, „Отричащо“, „Одушевено“, „Анаграма“, „Омонимичен каламбур“, „Едноримно“, „Официално писмо“, „Рецензия“, „Звукоподражателно“, „Логически анализ“, „Наблегнато“, „Равнодушно“, „Минало неопределено време“, „Сегашно време“, „Минало свършено време“, „Минало несвършено време“, „Александрийски стихове“, „Сродни думи“, „Афереза“, „Апокопа“, „Синкопа“, „Лично аз“, „Възклицателно“, „Значи“, „Високопарно“, „Тарикатско“, „Разпит“, „Комедия“, „С вътрешен монолог“, „Звукопис“, „Призрачно“, „Философско“, „Апострофа“, „Непохватно“, „Непринудено“, „Пристрастно“, „Сонет“, „Обонятелно“, „Вкусово“, „Осезателно“, „Визуално“, „Слухово“, „Телеграфическо“, „Ода“, „Едногласно“, „Написано наопаки“, „Елинизми“, „Като множества“, „Определително“, „Танка“, „Свободен стих“, „Изопачено“, „Липограма“, „По английски“, „Протеза“, „Епентеза“, „Епитеза“, „Части на речта“, „Метатеза“, „От една страна и от друга страна“, „Поименно“, „Шипящо“, „Пена петапеен пеепезик“, „Антонимично“, „Макароническо“, „Омофоничен каламбур“, „По италиански“, „Разказано от чужденец“, „Главоблъсканица“, „Ботаническо“, „Медицинско“, „Ругателно“, „Кулинарно“, „Зоологическо“, „Безпомощно“, „Отракано“, „Според теорията на вероятностите“, „Характеристика на вида“, „Геометрично“, „Селско“, „Междуметия“, „Маниерно“, „Неочаквано“